# Fantômas (album)
Albums de Fantômas
The Director's Cut
(2001)
Fantômas est le premier album du supergroupe du même nom, sorti en 1999.
Il s'agit du tout premier album sorti par le label indépendant créé par Mike Patton Ipecac Recordings.
La couverture de l'album montre une affiche espagnole du film français Fantômas se déchaîne, sorti en 1965. En espagnol, le titre du film est Fantômas amenaza al mundo, qui signifie Fantômas menace le monde. À cause de cela, certains appellent cet album Amenaza Al Mundo, bien que le titre officiel de l'album soit simplement Fantômas.

## Liste des titres
Toutes les pistes ont été écrites et composées par Mike Patton.
| No  | Titre           | Durée |
| --- | --------------- | ----- |
| 1.  | Book 1: Page 1  | 1:33  |
| 2.  | Book 1: Page 2  | 1:38  |
| 3.  | Book 1: Page 3  | 1:08  |
| 4.  | Book 1: Page 4  | 4:22  |
| 5.  | Book 1: Page 5  | 0:45  |
| 6.  | Book 1: Page 6  | 1:11  |
| 7.  | Book 1: Page 7  | 0:54  |
| 8.  | Book 1: Page 8  | 1:01  |
| 9.  | Book 1: Page 9  | 0:47  |
| 10. | Book 1: Page 10 | 1:20  |
| 11. | Book 1: Page 11 | 0:53  |
| 12. | Book 1: Page 12 | 1:58  |
| 13. | Sans titre      | 0:03  |
| 14. | Book 1: Page 14 | 2:11  |
| 15. | Book 1: Page 15 | 2:13  |
| 16. | Book 1: Page 16 | 0:57  |
| 17. | Book 1: Page 17 | 0:50  |
| 18. | Book 1: Page 18 | 5:06  |
| 19. | Book 1: Page 19 | 1:21  |
| 20. | Book 1: Page 20 | 0:29  |
| 21. | Book 1: Page 21 | 0:38  |
| 22. | Book 1: Page 22 | 2:11  |
| 23. | Book 1: Page 23 | 0:56  |
| 24. | Book 1: Page 24 | 0:52  |
| 25. | Book 1: Page 25 | 0:52  |
| 26. | Book 1: Page 26 | 1:15  |
| 27. | Book 1: Page 27 | 1:37  |
| 28. | Book 1: Page 28 | 1:35  |
| 29. | Book 1: Page 29 | 1:11  |
| 30. | Book 1: Page 30 | 0:33  |

## Personnel
- Mike Patton - Voix, production, artwork
- Dave Lombardo - Batterie
- Buzz Osborne - Guitare
- Trevor Dunn - Basse
- Billy Anderson - Ingénieur du son
- Gummo - Assistant au son
- Different Fur - Mixage
- Adam Muñoz - Assistant au mixage
- George Horn - Masterisation
- Zuccatosa - Artwork
- John Yates - Artwork
- Greg Werckman - Management

## Sources
- Fiche de l'album sur Encyclopaedia Metallum